# Antirrhea watkinsi
Antirrhea watkinsi é uma borboleta neotropical da família Nymphalidae e subfamília Satyrinae, descrita em 1914 e nativa do leste do Peru e da Bolívia até as florestas de várzea de Rondônia e Mato Grosso, no Brasil; em altitudes de zero a 1.800 metros. Visto por cima, o padrão básico da espécie apresenta asas de coloração castanha com uma série de quatro a cinco pontuações esbranquiçadas ou azuladas, enfileiradas, nas asas anteriores e asas posteriores com cinco a seis manchas azuladas, enfileiradas. Vista por baixo, a espécie apresenta a padronagem de folha seca.

## Hábitos
São borboletas que se alimentam de frutos em fermentação e que possuem voo baixo, pousando em folhagem seca e plantas do solo das florestas.[carece de fontes?]

## Subespécies
Antirrhea watkinsi possui duas subespécies (ambas descritas no Peru):
- Antirrhea watkinsi watkinsi - Descrita por Rosenberg & Talbot em 1914.[5][6][7]
- Antirrhea watkinsi callephebus - Descrita por Tessmann em 1928.